# The Edge of the Sea
The Edge of the Sea é o terceiro livro da trilogia mar de Rachel Carson, publicado em 1955. 
Foi reimpresso em 1998 pela Mariner Books .

## Trechos
A beira do mar é um lugar estranho e bonito. Tudo graças a longa história da Terra, tem sido uma área onde ondas de agitação tem quebrado fortemente contra a terra, onde as marés têm pressionado frente durante os continentes, Para não há dois dias sucessivos linha da costa é precisamente o mesmo. Não só as marés mas o nível do mar em si nunca está em repouso. Ela sobe ou desce na geleiras derretem ou crescem, como o piso do oceano profundo bacias turnos sob a sua crescente carga de sedimentos, ou como da crosta terrestre ao longo das margens continentais  para cima ou para baixo na adaptação à estirpe e tensão. Hoje um pouco mais terreno pode pertencer ao mar, amanhã um pouco menos. Sempre a beira do mar continua a ser uma fugaz e indefinível fronteira. 